# Diamante de imitación

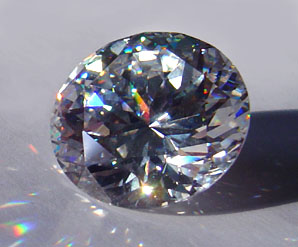
Debido a su bajo coste y parecido visual con el diamante, la zirconia cúbica ha permanecido como el simulante de diamante más importante gemológica y económicamente desde 1976.

El alto precio de los diamantes de grado gema ha creado una gran demanda por materiales con características gemológicas similares, conocidos como simulantes de diamantes, o imitaciones. Los simulantes son distintos del diamante sintético, que a diferencia de los simulantes es diamante verdadero, y en consecuencia tiene las mismas propiedades materiales que el diamante natural. Los diamantes mejorados también están excluidos de esta definición. Un simulante de diamante puede ser artificial, natural, o en algunos casos una combinación de ellos. Aunque las propiedades materiales difieren significativamente de las del diamante, los simulantes tienen ciertas características deseadas —como su dispersión óptica y dureza— que los hacen propensos a la imitación. Los gemólogos entrenados con equipamiento adecuado pueden distinguir los diamantes naturales y sintéticos de todos los simulantes de diamantes, principalmente por inspección visual.
Los simulantes de diamante más común son el vidrio al plomo y la zirconia cúbica (CZ), ambos materiales artificiales. Desde la década de 1950, han sido desarrollados una cantidad significativa de otros materiales artificiales, como el titanato de estroncio y el rutilo sintético, pero estos no son de uso común. Introducida a finales del siglo XX. la moissanita, de crecimiento producido en laboratorio, ha ganado popularidad como una alternativa al diamante.

## Propiedades deseadas y diferenciales
Para que sea considerado para uso como un simulante de diamante, un material debe poseer ciertas propiedades similares al diamante. Los simulantes artificiales más avanzados tienen propiedades que se acercan bastante a las del diamante, pero todos los simulantes tienen una o más características que clara y fácilmente (para quienes están familiarizados con los diamantes) los diferencian de los diamantes. Para un gemólogo, las propiedades más importantes entre las propiedades diferenciales son las de ensayos no destructivos, y la mayoría de estos son de naturaleza visual. Los ensayos no destructivos son preferidos porque muchos diamantes sospechosos ya están cortados en gemas y engastados en joyería, y si un ensayo destructivo (que básicamente se fundamentan en la fragilidad y blandura relativa de los no diamantes) falla, puede dañar el simulante —esto no es un resultado aceptable para la mayoría de propietarios de joyas, puesto que incluso si una piedra no es un diamante puede ser de valor—.